# Епархия Калиана
Епархия Калиана (лат. Eparchia Callianensis) — епархия Сиро-малабарской католической церкви c центром в городе Кальян, Индия. Епархия Удджайна входит в латинскую митрополию Бомбея.

## История
30 апреля 1988 года Римский папа Иоанн Павел II выпустил буллу Pro Christifidelibus, которой учредил епархию Калиана, выделив её из архиепархии Бомбея.

## Ординарии епархии
- епископ Paul Chittilapilly (30.04.1988 — 11.11.1996) — назначен епископом Тамарассерри;
- епископ Thomas Elavanal (11.11.1996 — по настоящее время).

## Источник
- Annuario Pontificio, Ватикан, 2007
- Булла Pro Christifidelibus  (лат.)